# Herb Przysuchy
Herb Przysuchy – jeden z symboli miasta Przysucha i gminy Przysucha w postaci herbu.

## Wygląd i symbolika
Herb przedstawia w polu złotym królewnę w sukni czerwonej, z uniesionymi ramionami, dosiadającą niedźwiedzia brunatnego, kroczącego.
Herb nawiązuje do herbu Rawicz Dembińskich, drugich właścicieli miasta, za których rządów osiągnęło ono największy rozwój. Herb w formie prostej, z odmianą tynktury niedźwiedzia na brunatną.

## Historia

### XVIII wiek
Pierwszy herb Przysucha uzyskała prawdopodobnie przywilejem królewskim dla Antoniego Czermińskiego herbu Wieniawa, założyciela miasta w 1710. Zachowało się potwierdzenie tego przywileju z roku 1745 z kolorowym herbem:
W czerwonym polu tarczy, w liliowym wieńcu ze złotą obwódką, głowa wołu naturalna, ze złotym kolcem. Po bokach majuskuły złote M i P. Na tarczy, bez hełmu, lew wyskakujący, ukoronowany, żółty, trzymający takiż miecz.
Nie ma jednak pewności, czy władze miasta używały kiedykolwiek tego herbu.
Jeszcze przed przywilejem z 1745, około 1738, Przysucha przeszła na własność Jana Dembińskiego herbu Rawicz. Jak większość miast prywatnych w XVIII wieku, Przysucha posługiwała się symboliką właścicieli. Z okresu Dembińskich zachował się odcisk pieczęci miejskiej na dokumencie z 1779 roku, z godłem Rawicza w polu pieczęci. Rawiczem Dembińskich Przysucha posługuje się także dzisiaj.

### XIX wiek
W wieku XIX Przysucha stała się własnością Nieczujów Dembińskich (inna rodzina), ale nie zostały odnotowane żadne wpływy tego faktu na heraldykę miejską Przysuchy.
W roku 1847, w ramach próby reformy polskiej heraldyki miejskiej, Teodor Chrząński stworzył projekt nowego herbu dla Przysuchy. Herb ten pojawił się w zniszczonym w czasie II wojny światowej Albumie Heroldii Królestwa Polskiego. Wedle przedwojennego odrysu Mariana Gumowskiego przedstawiał on:
W polu złotym głowę żubra czarną między dwiema wieżami czerwonymi.
Herb ten nawiązywał do Czermińskich oraz używał uniwersalnych symboli samorządu miejskiego. Projekt nie wszedł w życie.

### Herby papierni przysuskiej
Działająca w XVIII wieku papiernia w Przysusze stemplowała swoje wyroby kompozycjami podobnymi do herbów. Zachowały się dwie takie kompozycje. Pierwsza, z końca XVIII wieku, przedstawiała między skrzyżowanymi rogami jelenimi godła herbów Leliwa i Rawicz (Urszuli z Morsztynów Dembińskiej i Franciszka Dembińskiego), w ukoronowanej tarczy; nad tym napis M. PRZYSUCHA. Herb ten pochodzi z czasów administracji zakładem przez Franciszka i Urszulę z Morsztynów Dembińskich.
Druga kompozycja, z roku 1793, przedstawiała bez tarczy inicjał P pod koroną.

Herb Rawicz Dembińskich
Herb Wieniawa Czermińskich
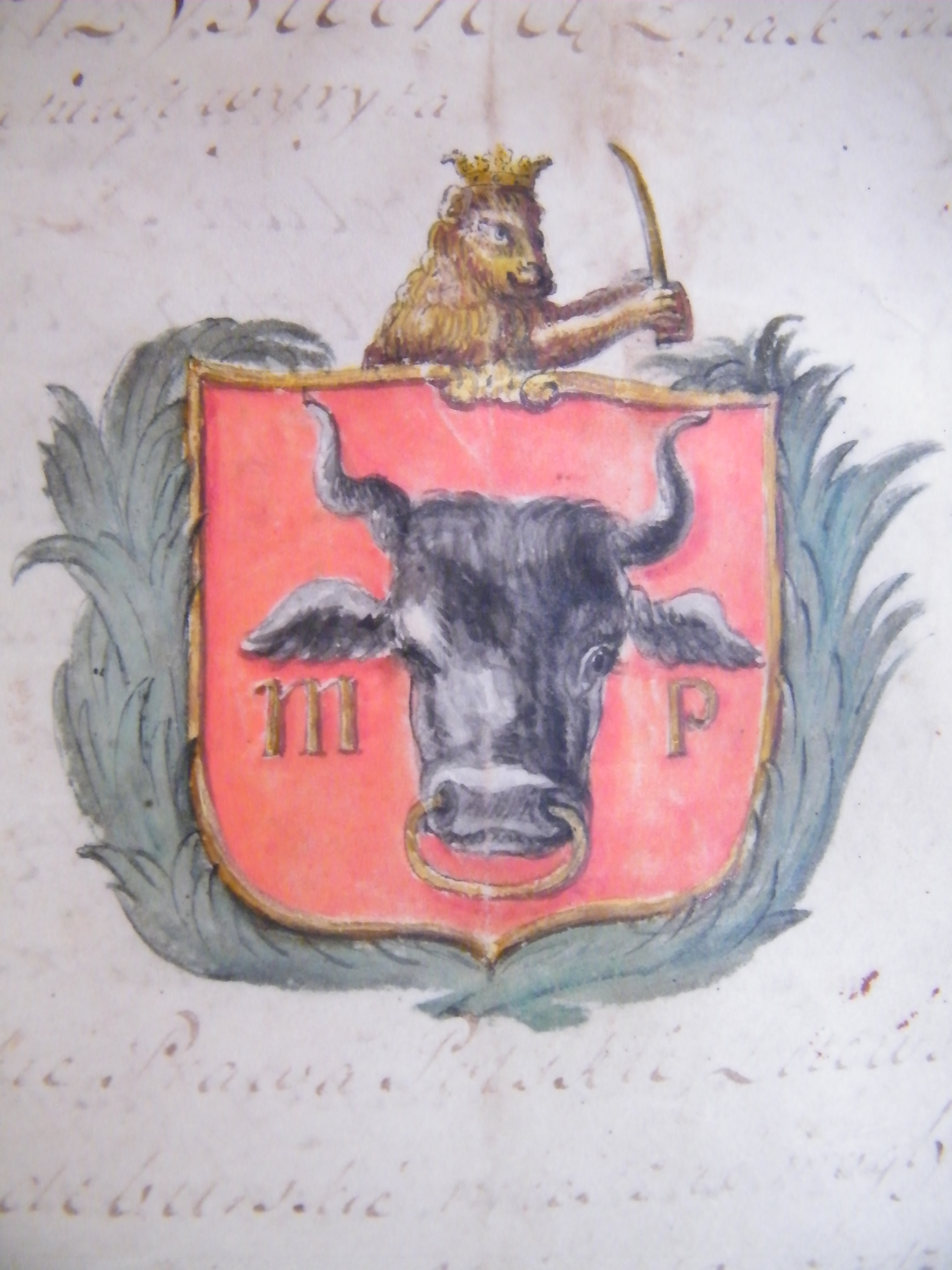
Herb Czermna z przywileju z 1745
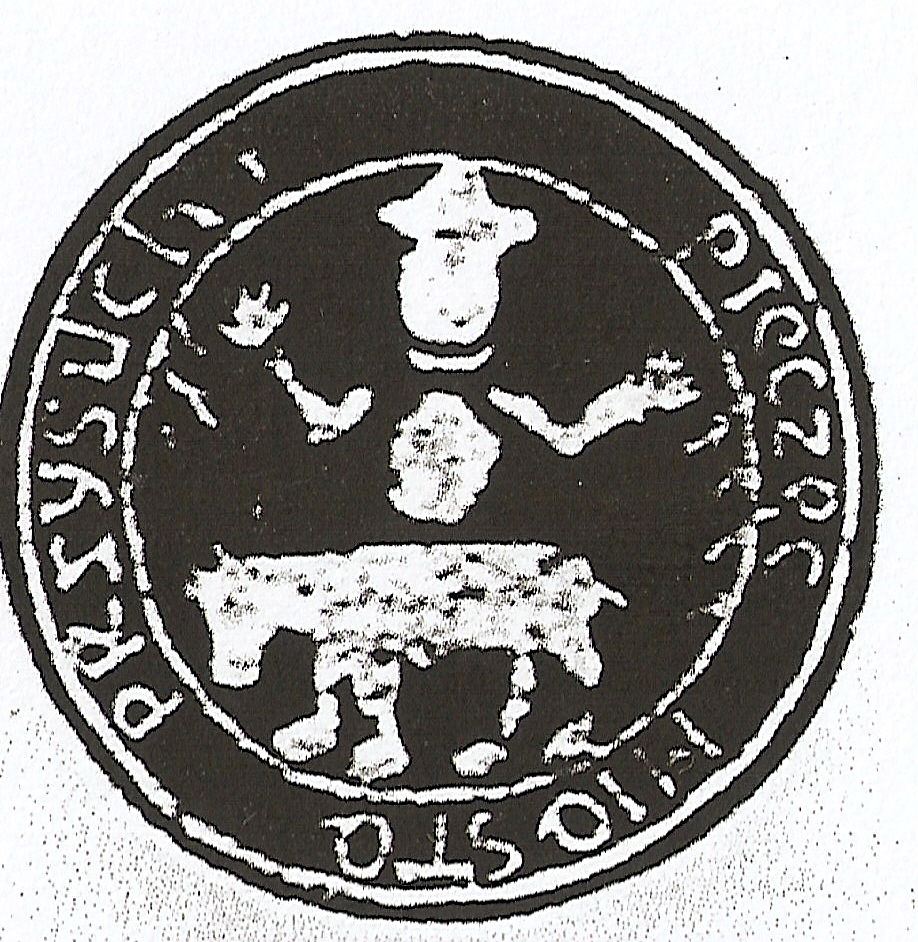
Pieczęć Przysuchy z 1779
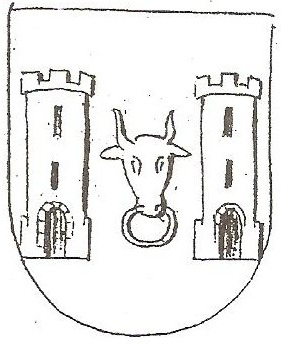
Projekt herbu z 1847

## Herb powiatu przysuskiego
Powiat przysuski do 2014 roku używał jako swojego herbu miasta i gminy. Była to jedyna tego typu sytuacja w Polsce.